# توتنس
توتنس (بالإنجليزية: Totnes)‏ هي مدينة تسوقية ووأبرشية مدنية تقع على رأس مصب نهر دارت في مقاطعة ديفون بإنجلترا ضمن منطقة جنوب ديفون. تبعد حوالي 21 ميل (34 كـم) عن جنوب غرب إكستر وهي المركز الإداري لمجلس منطقة ساوث هامس.

## توأمة المدن
هناك اتفاقيات توأمة بين توتنس مع مدنٍ أُخرى، وهي:
| آسيا | - فلسطين - بلدية سلفيت منذ ديسمبر 2020. |

## وصلات خارجية
- توتنس على مشروع الدليل المفتوح